# Ħal Tarxien
 (décembre 2023).
Si vous disposez d'ouvrages ou d'articles de référence ou si vous connaissez des sites web de qualité traitant du thème abordé ici, merci de compléter l'article en donnant les références utiles à sa vérifiabilité et en les liant à la section « Notes et références ».
Ħal Tarxien, connue aussi comme Tarxien, est un village du centre-est de Malte.
La devise de Tarxien est "Tyrii Genure Coloni", "Les Phéniciens m'ont créée".
Aujourd'hui, le village compte un peu plus de 8 000 habitants. Un élément clé de la culture tarxienne est la fête de l'Annonciation, célébrée à la fin mai avec d'imposants feux d'artifice. Quand arrive l'été, la chaleur chasse plusieurs des villageois vers les villages côtiers de Malte, réduisant la population de la ville aux deux-tiers de ce qu'elle est pendant les mois les plus frais. La fête de Notre-Dame-de-la-Doctrine est célébrée le troisième dimanche de juillet.

## Origine

### Toponymie
L'étymologie du nom pourrait être une corruption d'un des deux mots suivants: Tarzin, mot arabe signifiant famille ou arbre; ou Tirix, qui signifie grosse pierre, comme celles utilisées par les villageois pour construire les temples du village.

## Paroisse

### Église

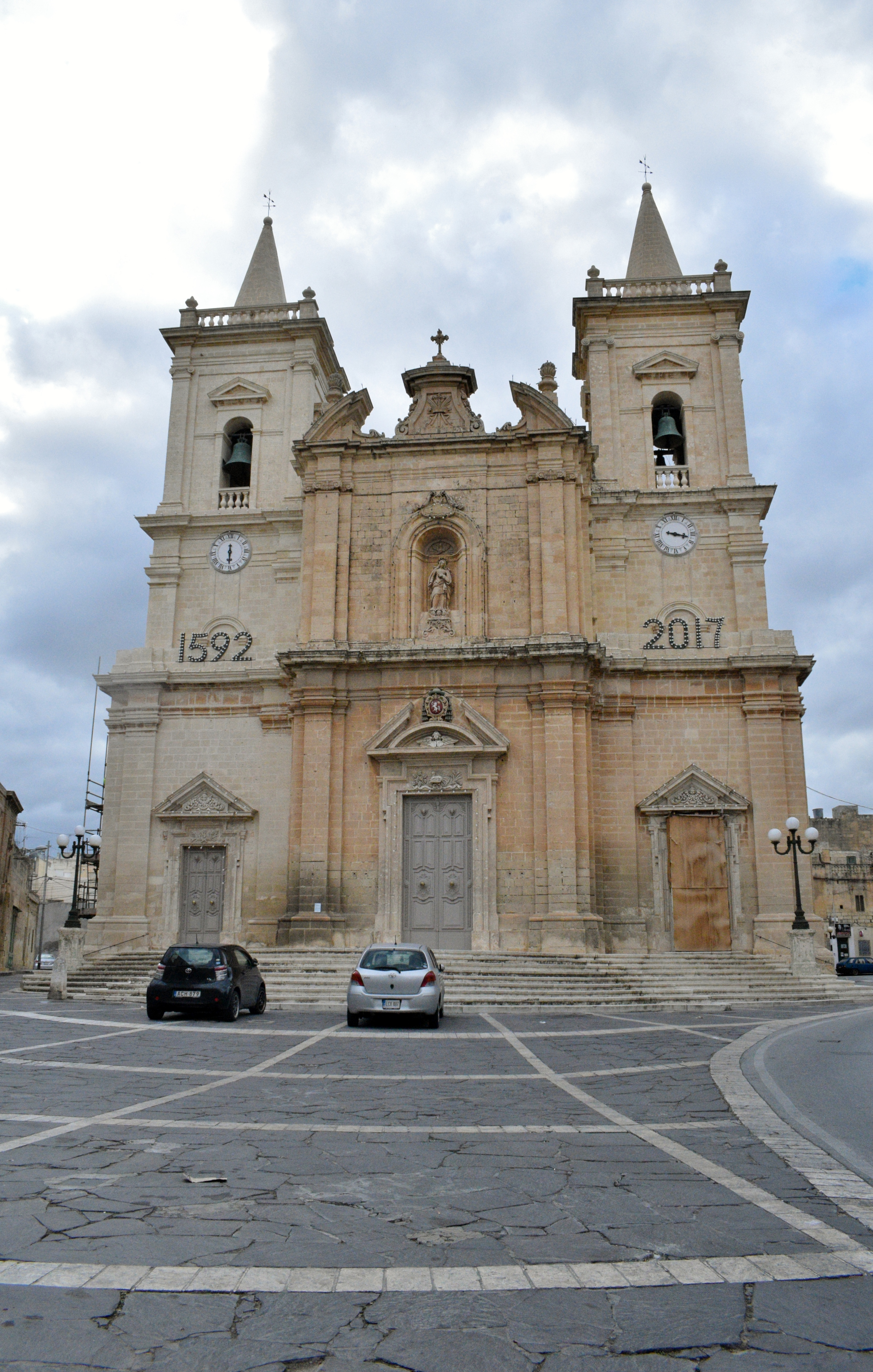
Église de Tarxien
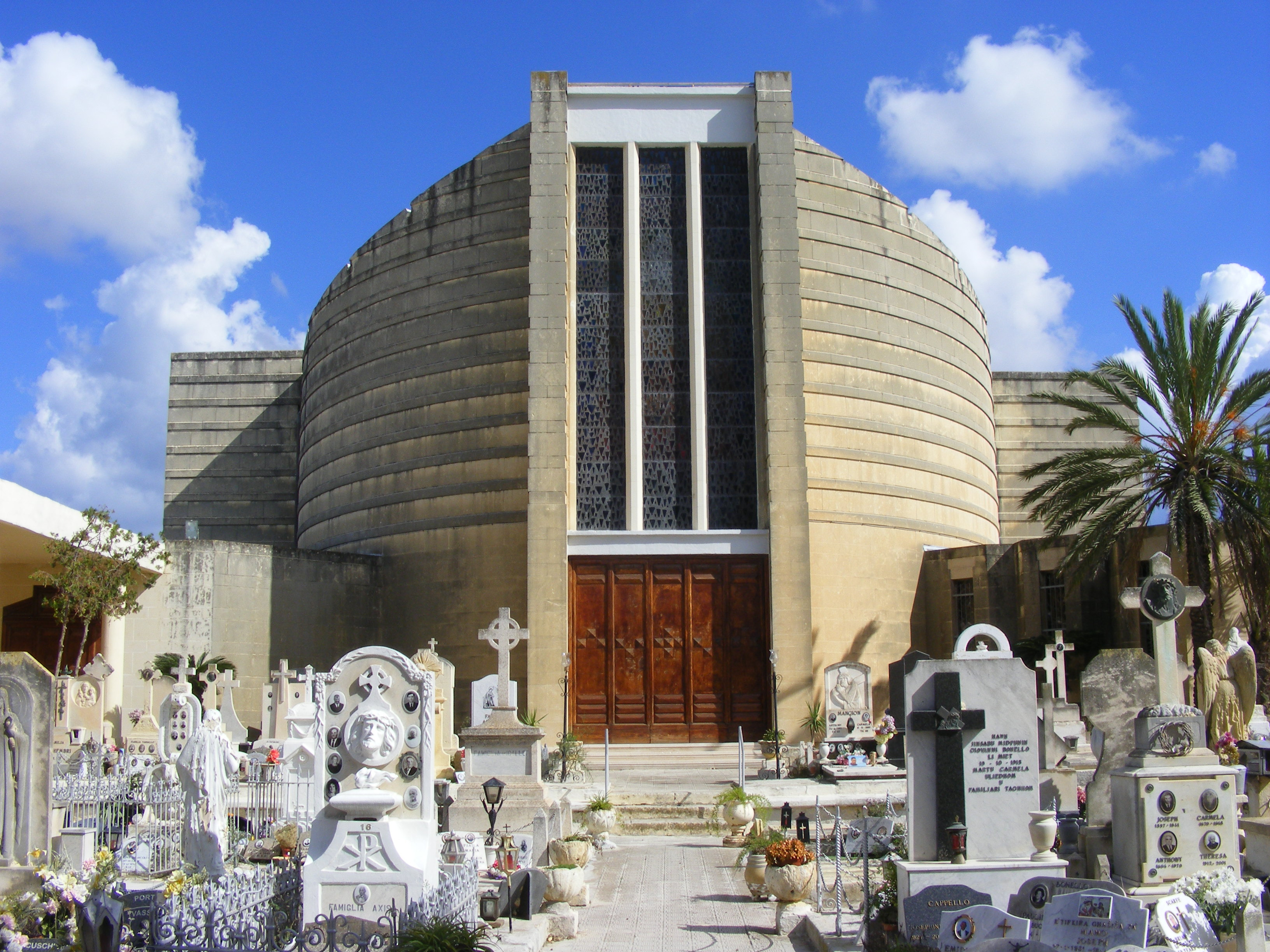
Église Saint-Barthélemy
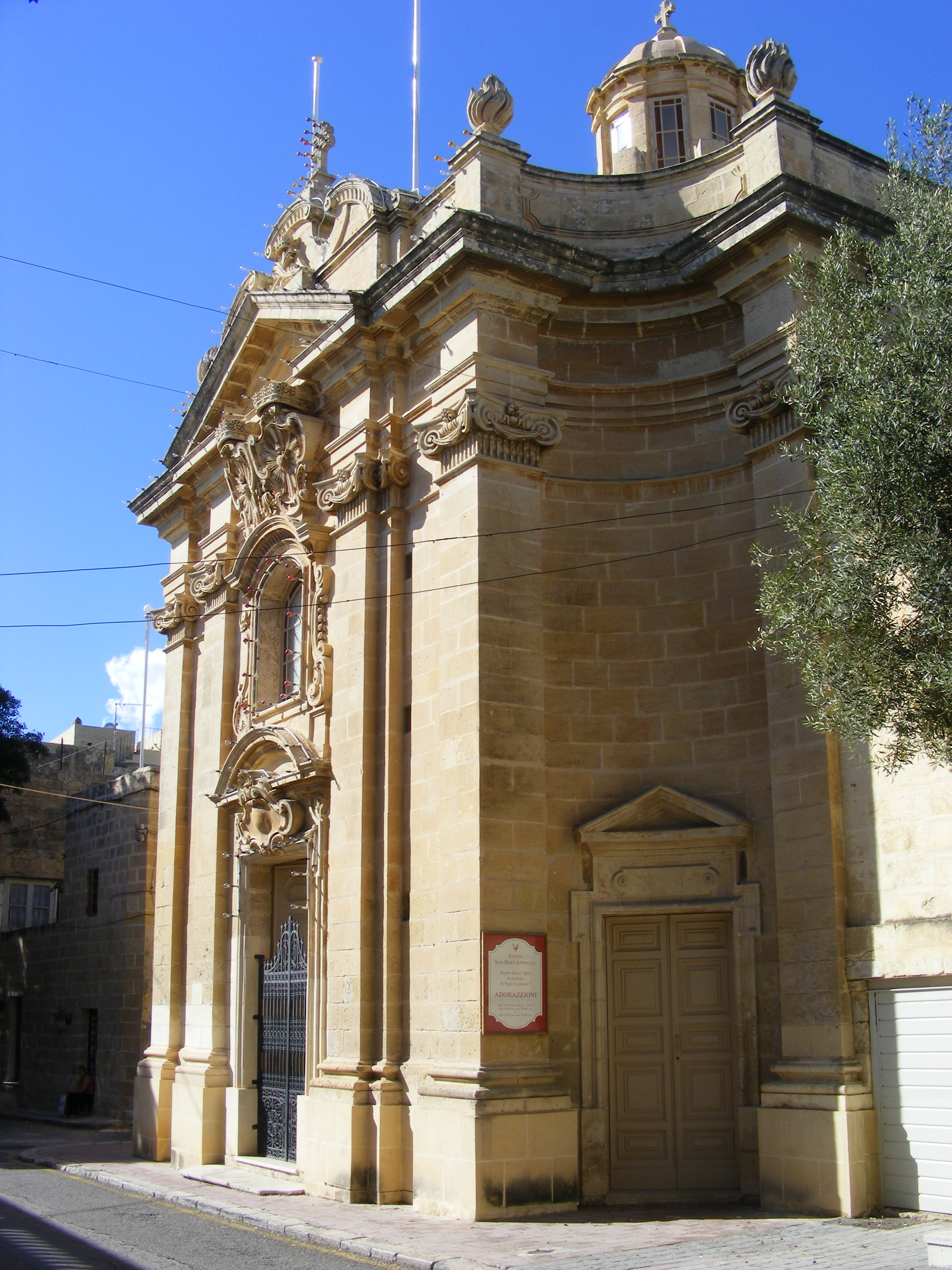
Église de toutes les âmes
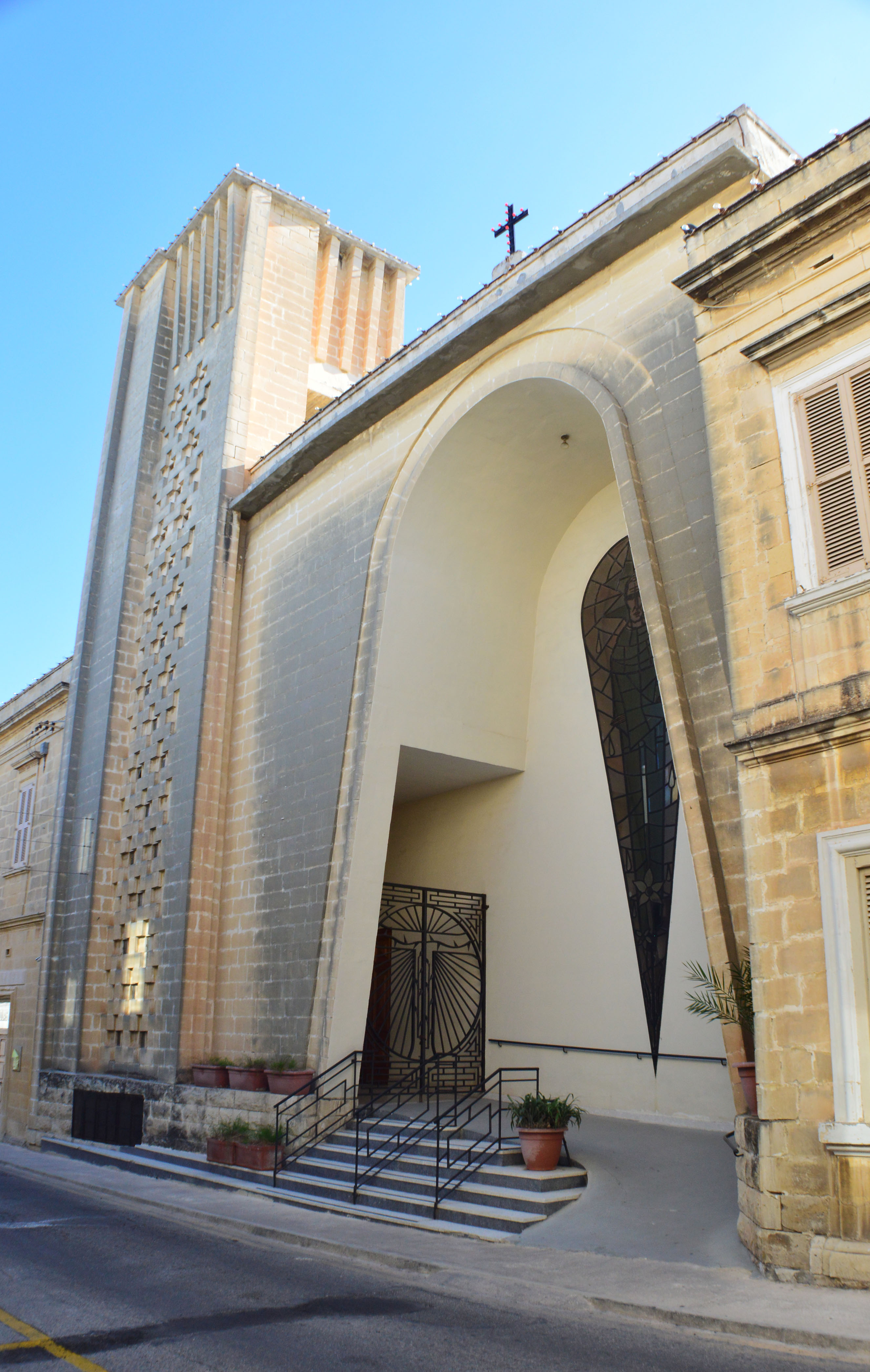
Église Sainte-Marie
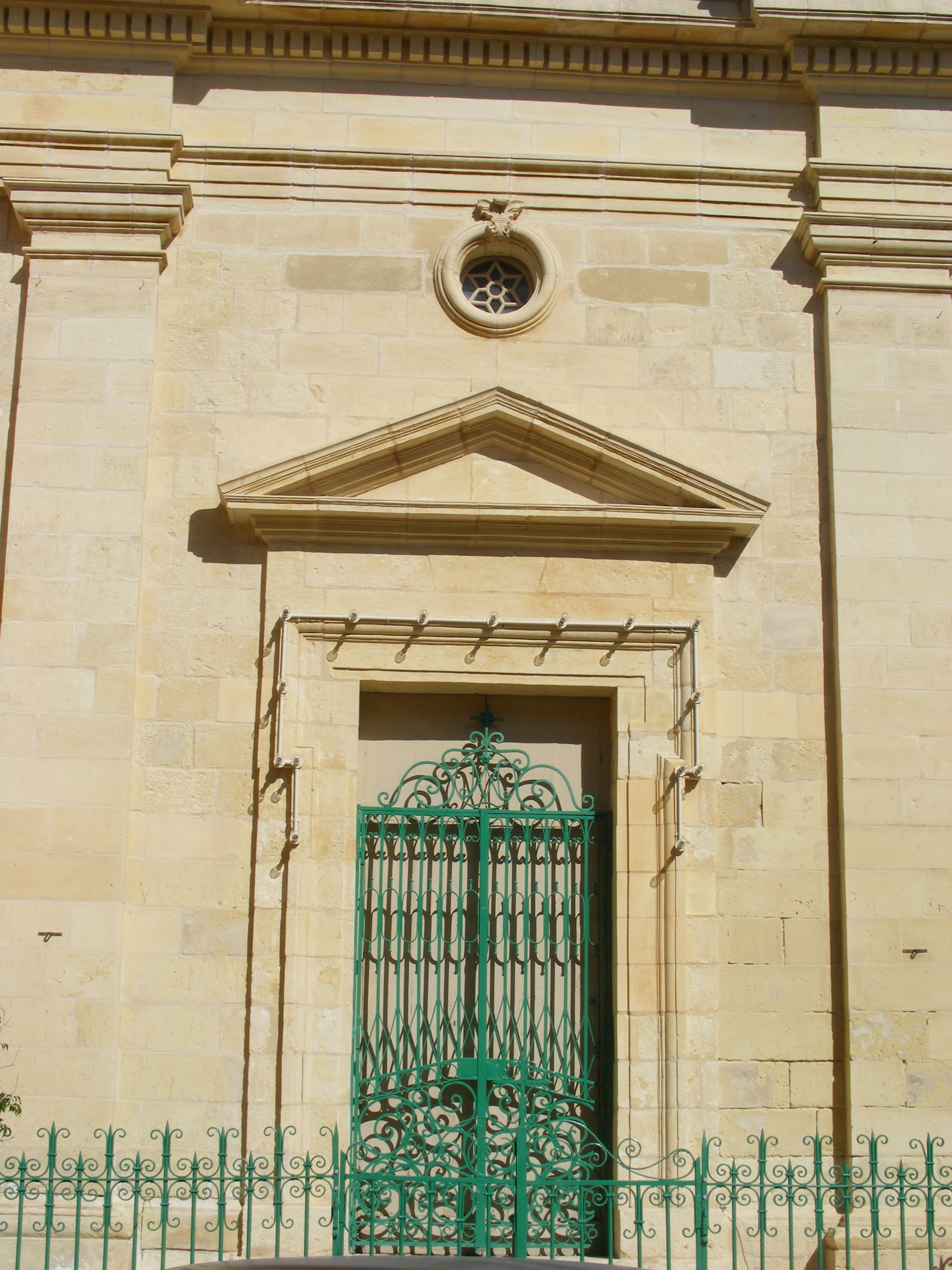
Église Sainte-Augustine

- Église de Tarxien
- Église de toutes les âmes
- Église Saint-Barthélémy
- Église Sainte-Augstine
- Église Sainte-Marie

## Géographie
|               | Fgura        |           |
| Paola (Malte) | Tarxien      | Iż-Żejtun |
| Luqa          | Santa Luċija | Ghaxaq    |

### Jumelages
- Ovindoli (Italie)
- Veliko Tarnovo (Bulgarie)

## Sport
La ville de Tarxien possède son club de football, Tarxien Rainbows F.C.

## Patrimoine et culture

### Temples de Tarxien
Le plus vieux temple est estimé remonter à l'an 2 800 av. J.-C. Les temples contiennent de nombreuses statues et reliefs d'animaux, dont des boucs, pour lesquels Malte est réputée, et des cochons. La statue la plus impressionnante fait 2,5 mètres de haut et est supposée représenter une Déesse Mère. D'autres statues sont disséminées un peu partout autour des temples, et représentent la fertilité.

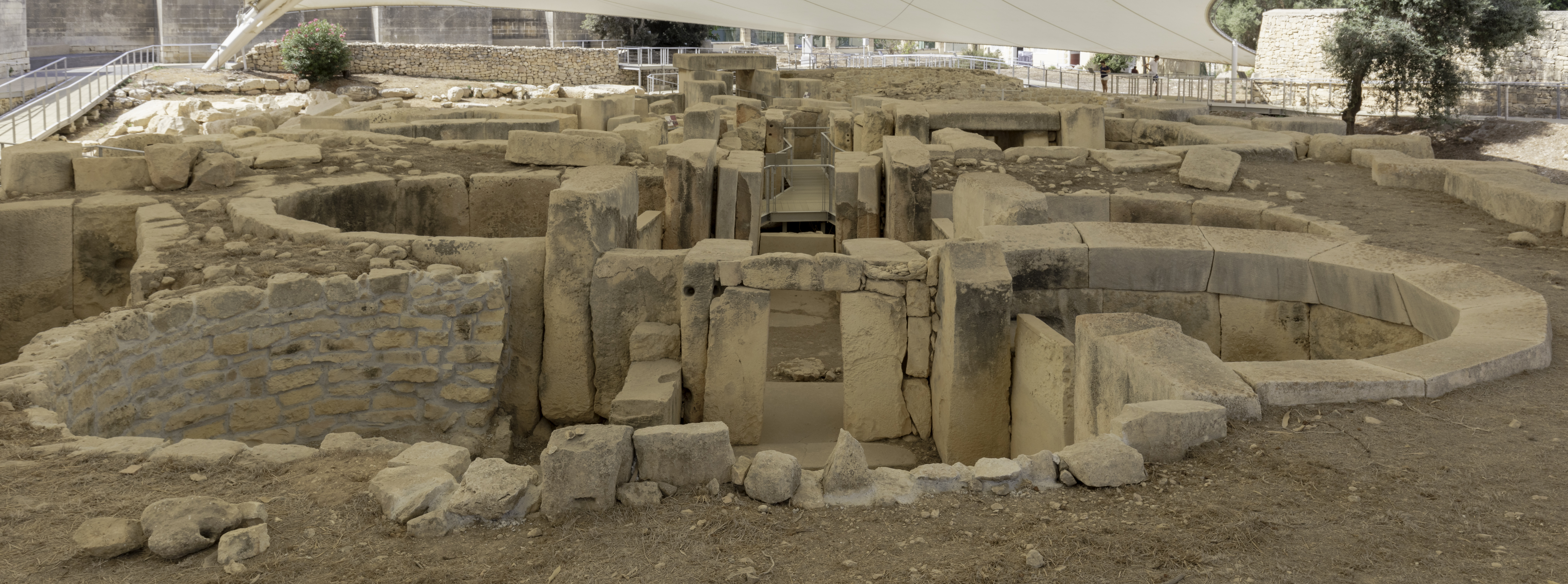
Temple de Tarxien
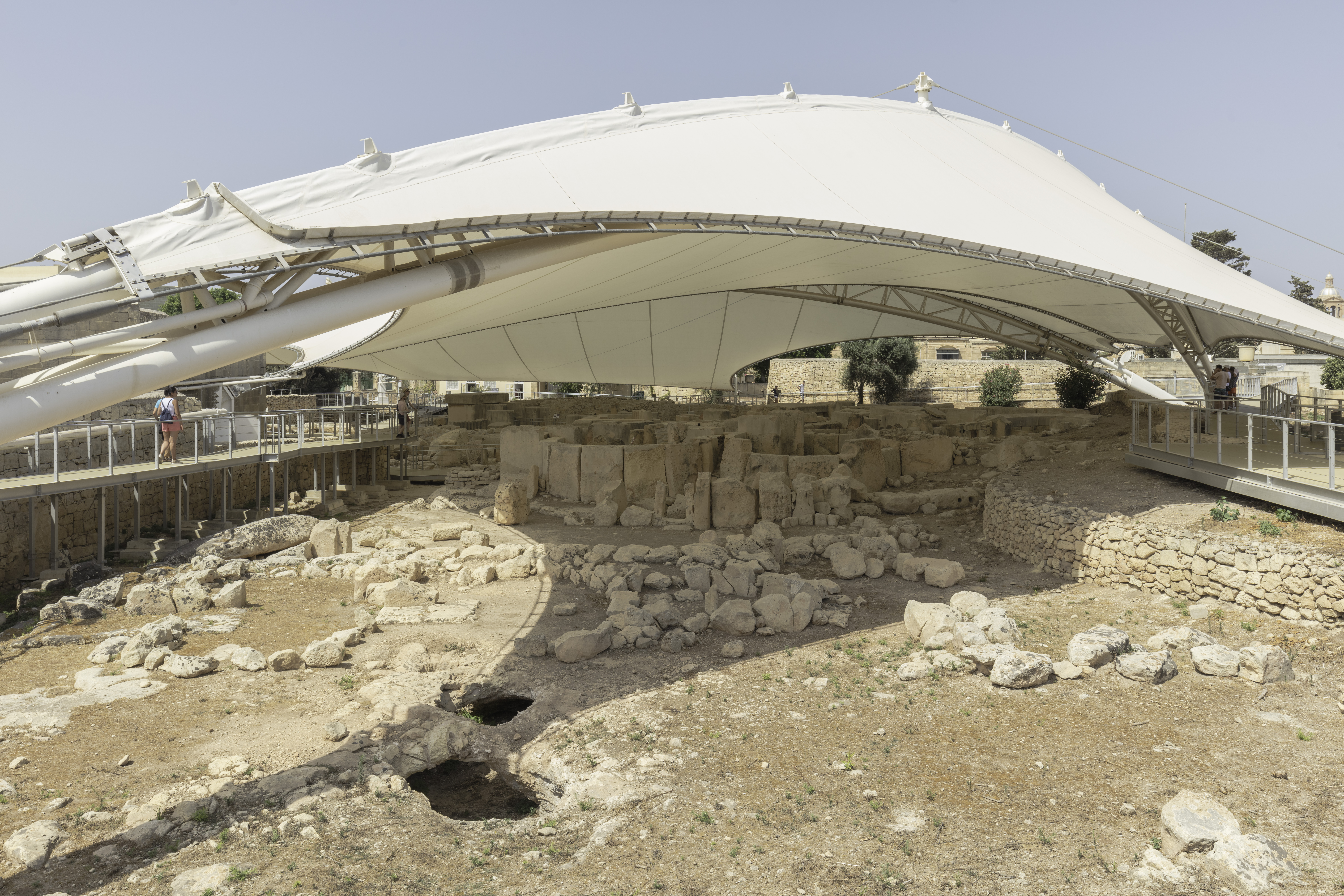
Temple de Tarxien
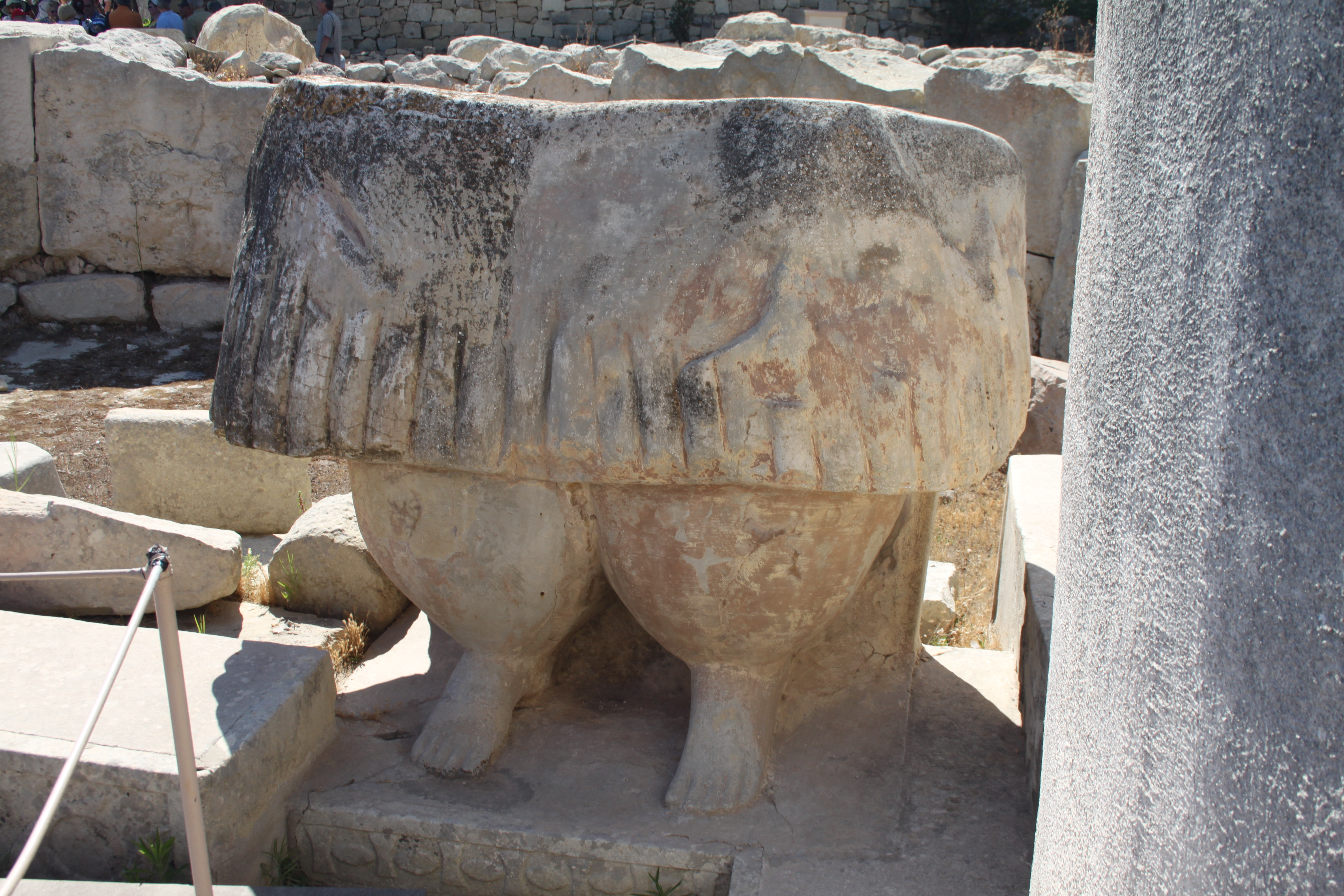
Temple de Tarxien

### Personnes notables
L'ancien Premier ministre Dominic Mintoff prit sa retraite à Tarxien, et y mourut le 20 août 2012.